# Hakosaari (ö i Norra Savolax, Kuopio)
Hakosaari är en ö i Finland. Den ligger i sjön Suvasvesi och i kommunen Kuopio i den ekonomiska regionen  Kuopio ekonomiska region  och landskapet Norra Savolax, i den centrala delen av landet, 300 km nordost om huvudstaden Helsingfors. Öns area är 6 hektar och dess största längd är 410 meter i öst-västlig riktning.